# Crematogaster acaciae
Crematogaster acaciae es una especie de hormiga acróbata del género Crematogaster, categorizada en la tribu Crematogastrini, de la subfamilia Myrmicinae. Fue descrita por Forel en 1892.

## Distribución
Se distribuye por Etiopía, Namibia, Somalia, Sudán, Tanzania, Zimbabue, Omán, Arabia Saudita y Yemen.